# 金城高等学校 (慶尚北道)
金城高等学校（きんじょうこうとうがっこう、금성고등학교）は、慶尚北道義城郡金城面にある大韓民国の公立学校高校である。

## 学校の歴史
- 1946年4月28日 - 金城高等公民学校設立認可
- 1946年5月25日 - 金城高等公民学校開校
- 1951年11月29日 - 金城中学校設立認可
- 1951年12月3日 - 初代이한校長就任
- 1954年6月12日 - 金城農業高等学校開校
- 1973年3月1日 - 金城高等学校に校名変更
- 2001年7月31日 - 金城高校男女共学化
- 2016年2月5日 - 高等学校第58回卒業式（19名、合計卒業生2,840名）
- 2016年3月1日 - 高等学校第27代김동욱校長就任
- 2016年3月2日 - 2016年度入学式（高等学校25名）